# Soundshift (detroit)
Vous êtes invité à donner votre avis sur cette page de discussion, de manière argumentée en vous aidant notamment des critères d’admissibilité ou en présentant des sources extérieures et sérieuses.  
Après avoir apposé le modèle {{Admissibilité}} sur une page, suivez les étapes expliquées sur Wikipédia:Débat d'admissibilité/Aide :
| 1. | Créez la page de débat d'admissibilité.                                                                      | Sauvegardez d’abord la page pour l’initialiser puis indiquez votre motivation.              |
| 2. | Important : ajoutez une entrée dans la section Débat d'admissibilité du jour.                                | Utilisez ce texte : *{{L\|Soundshift (detroit)}}                                            |
| 3. | Pensez à informer les contributeurs principaux de la page et les projets associés lorsque cela est possible. | Utilisez ce texte : {{subst:Avertissement débat d'admissibilité\|Soundshift (detroit)}}~~~~ |

soundshift [detroit] est un label indépendant de musique électronique fondé en 2007 par Stephen Hitchell, à Détroit.

## Discographie
- soundshift_001 - Billy Dalessandro / soundshift - soundshift [restructured one] (12")
- soundshift_002 - Soultek - Analogueheart (12")
- soundshift_003 - Soultek - Holding Onto That Feeling EP (12")